# Campeonato Brasileño de Fútbol Serie C 2014
La temporada 2014 fue la 24.ª edición del Campeonato Brasileño de Serie C, la tercera categoría del fútbol de Brasil. El torneo dio inicio el 26 de abril y finalizó el 22 de noviembre del año en curso y fue disputado por 20 clubes, de los cuales los cuatro mejores equipos ascendieron a la «Serie-B 2015» y los cuatro últimos descendieron a la «Serie-D 2015».

## Sistema de competición
La edición de 2014 conservó el formato vigente desde la temporada 2012, donde los clubes participantes fueron divididos inicialmente en dos grupos de 10 clubes, con los cuatro primeros de cada grupo avanzando a los octavos de final y luego cuartos de final. Los cuatro semifinalistas fueron promovidos a la Serie-B 2015. Asimismo los dos últimos clasificados de cada grupo son relegados a la Serie-D 2015.
| Equipo          | Ciudad             | Estado            | 2013           | Estadio              | Capacidad |
| --------------- | ------------------ | ----------------- | -------------- | -------------------- | --------- |
| Águia de Marabá | Marabá             | Pará              | 11.º           | Zinho de Oliveira    | 5000      |
| ASA             | Arapiraca          | Alagoas           | 20.º (Série B) | Fumeirão             | 12 000    |
| Botafogo-PB     | João Pessoa        | Paraíba           | 1.º (Série D)  | Almeidão             | 19 000    |
| SER Caxias      | Caxias do Sul      | Río Grande do Sul | 7.º            | Francisco Stédile    | 30 822    |
| CRAC            | Catalão            | Goiás             | 17.º           | Genervino da Fonseca | 8487      |
| CRB             | Maceió             | Alagoas           | 10°            | Rei Pelé             | 17 126    |
| Cuiabá          | Cuiabá             | Mato Grosso       | 12.º           | Arena Pantanal       | 42 968    |
| Duque de Caxias | Duque de Caxias    | Río de Janeiro    | 15.º           | Marrentão            | 3334      |
| Fortaleza       | Fortaleza          | Ceará             | 9.º            | Presidente Vargas    | 20 268    |
| Guarani         | Campinas           | São Paulo         | 14°            | Brinco de Ouro       | 29 130    |
| Guaratinguetá   | Guaratinguetá      | São Paulo         | 17.º (Série B) | Ninho da Garça       | 16 095    |
| Juventude       | Caxias do Sul      | Río Grande do Sul | 2.º (Série D)  | Alfredo Jaconi       | 23 726    |
| Macaé           | Macaé              | Río de Janeiro    | 6.º            | Moacyrzão            | 15 000    |
| Madureira       | Río de Janeiro     | Río de Janeiro    | 16.º           | Conselheiro Galvão   | 4272      |
| Mogi Mirim      | Mogi Mirim         | São Paulo         | 13.º           | Vail Chaves          | 19 900    |
| Paysandu        | Belém              | Pará              | 18.º (Série B) | Curuzu               | 16 200    |
| Salgueiro       | Salgueiro          | Pernambuco        | 4.º (Série D)  | Salgueirão           | 11 000    |
| São Caetano     | São Caetano do Sul | São Paulo         | 19.º (Série B) | Anacleto Campanella  | 16 744    |
| Treze           | Campina Grande     | Paraíba           | 5.º            | Amigão               | 19 000    |
| Tupi            | Juiz de Fora       | Minas Gerais      | 3.º (Série D)  | Mario Helênio        | 31 863    |

## Primera fase

### Grupo A
| Pos | Equipos              | J  | V | E | D | GF | GC | DG  | Pts |
| --- | -------------------- | -- | - | - | - | -- | -- | --- | --- |
| 1   | Fortaleza            | 18 | 9 | 8 | 1 | 23 | 11 | +12 | 35  |
| 2   | CRB Maceió           | 18 | 7 | 6 | 5 | 23 | 17 | +6  | 27  |
| 3   | Salgueiro            | 18 | 7 | 6 | 5 | 20 | 22 | –2  | 27  |
| 4   | Paysandu             | 18 | 7 | 5 | 6 | 21 | 17 | +4  | 26  |
| 5   | ASA Arapiraca        | 18 | 7 | 4 | 7 | 23 | 22 | +1  | 25  |
| 6   | Botafogo João Pessoa | 18 | 6 | 7 | 5 | 20 | 19 | +1  | 25  |
| 7   | Cuiabá               | 18 | 6 | 5 | 7 | 19 | 19 | 0   | 23  |
| 8   | Águia de Marabá      | 18 | 5 | 5 | 8 | 21 | 25 | –4  | 20  |
| 9   | Treze                | 18 | 4 | 7 | 7 | 19 | 25 | –6  | 19  |
| 10  | CRAC Catalão         | 18 | 2 | 7 | 9 | 14 | 26 | –12 | 101 |

- Pts=Puntos; J=Partidos jugados; G=Partidos ganados; E=Partidos empatados; P=Partidos perdidos; GF=Goles a favor; GC=Goles en contra; Dif=Diferencia de goles.

|  |                                |
|  | Clasificados a Segunda fase.   |
|  | Descendidos a la Serie D 2015. |

### Grupo B
| Pos | Equipos         | J  | V | E | D  | GF | GC | DG  | Pts |
| --- | --------------- | -- | - | - | -- | -- | -- | --- | --- |
| 1   | Tupi            | 18 | 9 | 7 | 2  | 30 | 13 | +17 | 34  |
| 2   | Mogi Mirim      | 18 | 9 | 4 | 5  | 22 | 24 | –2  | 31  |
| 3   | Madureira       | 18 | 7 | 5 | 6  | 20 | 17 | +3  | 26  |
| 4   | Macaé           | 18 | 7 | 5 | 6  | 15 | 17 | –2  | 26  |
| 5   | Guaratinguetá   | 18 | 6 | 7 | 5  | 32 | 18 | +14 | 25  |
| 6   | Juventude       | 18 | 6 | 7 | 5  | 16 | 14 | +2  | 25  |
| 7   | Guarani         | 18 | 5 | 9 | 4  | 14 | 15 | –1  | 24  |
| 8   | SER Caxias      | 18 | 5 | 7 | 6  | 17 | 20 | –3  | 22  |
| 9   | São Caetano     | 18 | 6 | 3 | 9  | 13 | 19 | –6  | 21  |
| 10  | Duque de Caxias | 18 | 1 | 4 | 13 | 10 | 32 | –22 | 7   |

- Pts=Puntos; J=Partidos jugados; G=Partidos ganados; E=Partidos empatados; P=Partidos perdidos; GF=Goles a favor; GC=Goles en contra; Dif=Diferencia de goles.

|  |                                |
|  | Clasificados a Segunda fase.   |
|  | Descendidos a la Serie D 2015. |

## Segunda Fase
Los 8 clubes finalistas disputan cuartos de final, semifinales y final. Los cuatro equipos semifinalistas ascienden a la Serie-B 2015.
|  | Cuartos de final | Cuartos de final | Cuartos de final |   |                | Semifinales | Semifinales | Semifinales |  |            | Final | Final | Final |  |
|  |                  |                  |                  |   |                |             |             |             |  |            |       |       |       |  |
|  |                  |                  |                  |   |                |             |             |             |  |            |       |       |       |  |
|  | Macaé (v.)       | 0                | 1                |   |                |             |             |             |  |            |       |       |       |  |
|  | Macaé (v.)       | 0                | 1                |   |                |             |             |             |  |            |       |       |       |  |
|  | Fortaleza        | 0                | 1                |   |                |             |             |             |  |            |       |       |       |  |
|  | Fortaleza        | 0                | 1                |   | Macaé          | 4           | 0           |             |  |            |       |       |       |  |
|  |                  |                  |                  |   | Macaé          | 4           | 0           |             |  |            |       |       |       |  |
|  |                  |                  | CRB Maceió       | 0 | 0              |             |             |             |  |            |       |       |       |  |
|  | Madureira        | 1                | CRB Maceió       | 0 | 0              | 0           |             |             |  |            |       |       |       |  |
|  | Madureira        | 1                |                  |   |                |             |             |             |  |            |       |       |       |  |
|  | CRB Maceió       | 2                | 2                |   |                |             |             |             |  |            |       |       |       |  |
|  | CRB Maceió       | 2                | 2                |   |                |             |             |             |  | Macaé (v.) | 1     | 3     |       |  |
|  |                  |                  |                  |   |                |             |             |             |  | Macaé (v.) | 1     | 3     |       |  |
|  |                  |                  | Paysandu Belém   | 1 | 3              |             |             |             |  |            |       |       |       |  |
|  | Paysandu Belém   | 2                | Paysandu Belém   | 1 | 3              | 1           |             |             |  |            |       |       |       |  |
|  | Paysandu Belém   | 2                |                  |   |                |             |             |             |  |            |       |       |       |  |
|  | Tupi             | 1                | 0                |   |                |             |             |             |  |            |       |       |       |  |
|  | Tupi             | 1                | 0                |   | Paysandu Belém | 4           | 1           |             |  |            |       |       |       |  |
|  |                  |                  |                  |   | Paysandu Belém | 4           | 1           |             |  |            |       |       |       |  |
|  |                  |                  | Mogi Mirim       | 1 | 2              |             |             |             |  |            |       |       |       |  |
|  | Salgueiro        | 0                | Mogi Mirim       | 1 | 2              | 0           |             |             |  |            |       |       |       |  |
|  | Salgueiro        | 0                |                  |   |                |             |             |             |  |            |       |       |       |  |
|  | Mogi Mirim       | 1                | 0                |   |                |             |             |             |  |            |       |       |       |  |
|  | Mogi Mirim       | 1                | 0                |   |                |             |             |             |  |            |       |       |       |  |
|  |                  |                  |                  |   |                |             |             |             |  |            |       |       |       |  |